# Nqwebasaurus
Nqwebasaurus là một chi khủng long, được de Klerk Forster Sampson Chinsamy & Ross mô tả khoa học năm 2000.